# Église Saint-Julien-de-Brioude de Saint-Julien-des-Chazes
L'église Saint-Julien-de-Brioude est une église catholique située sur la commune de Saint-Julien-des-Chazes, dans le département de la Haute-Loire, en France.

## Historique
L'église paroissiale, ancienne dépendance de l'abbaye bénédictine de Saint-Pierre-des-Chazes, est un édifice gothique du XVe siècle.

## Description
L'édifice est d'orientation générale ouest-est. Il est composé d'une nef unique de deux travées, scandée par deux arcs diaphragmes en soutenant la toiture, ouvrant sur une abside pentagonale voûtée sur croisée d'ogives. Deux chapelles latérales, s'ouvrant sur les flancs nord et sud de la deuxième travée de la nef, donnent à l'édifice un plan en croix latine.
Une tribune en bois occupe l’extrémité ouest de l'édifice, sur la moitié de la première travée de la nef.
Dans le sanctuaire, les nervures de la voûte sont reçues par des culots sculptés de visages énigmatiques.
L'église abrite la Vierge en majesté de la chapelle Sainte-Marie-des-Chazes, du XIIe siècle, classée. La Vierge est représentée assise sur un trône, tenant l'Enfant Jésus assis sur ses genoux. La statue, en bois polychrome, est haute de 84 cm.

## Photographies

### Extérieur

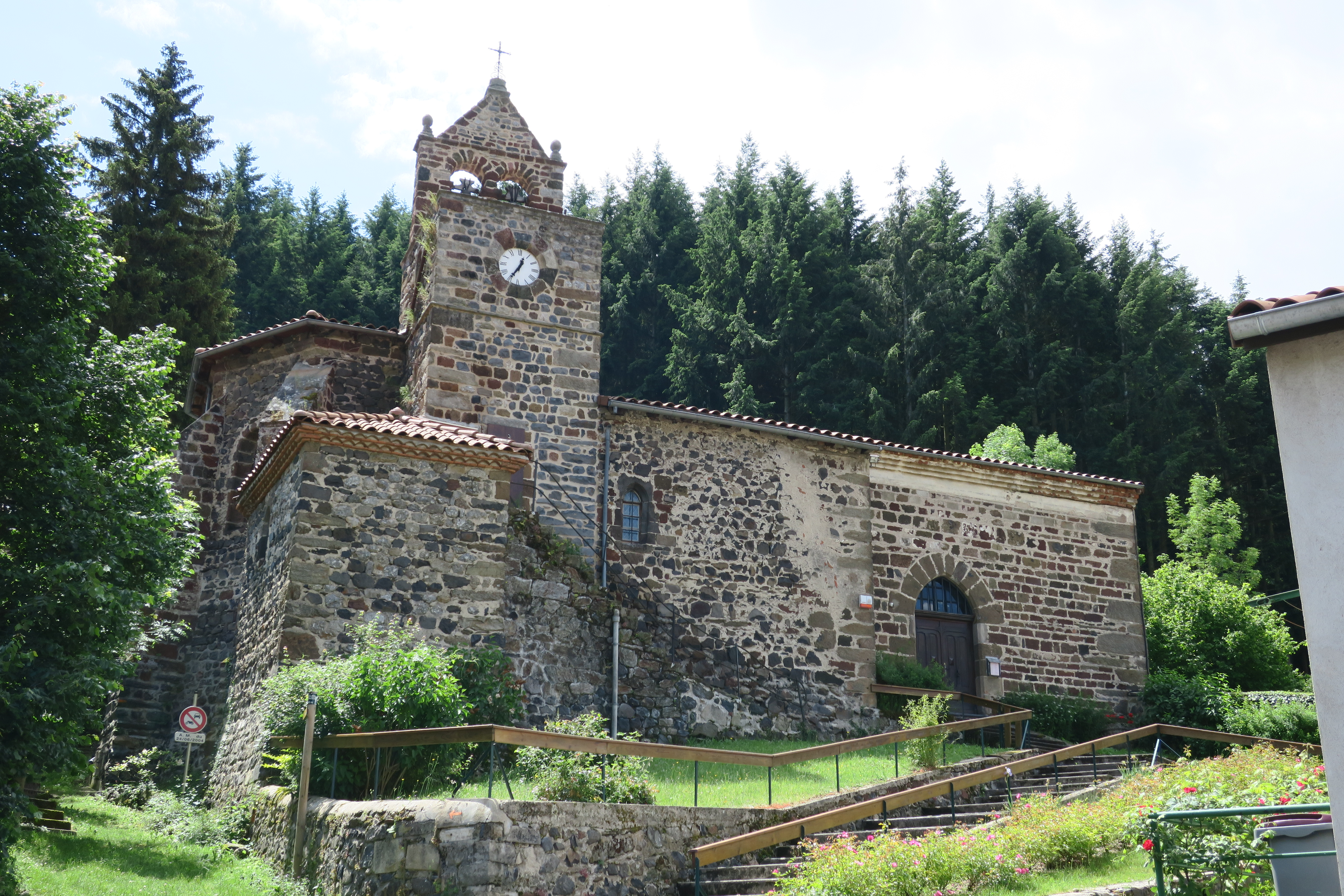
Ensemble de l'édifice vu du nord-est.
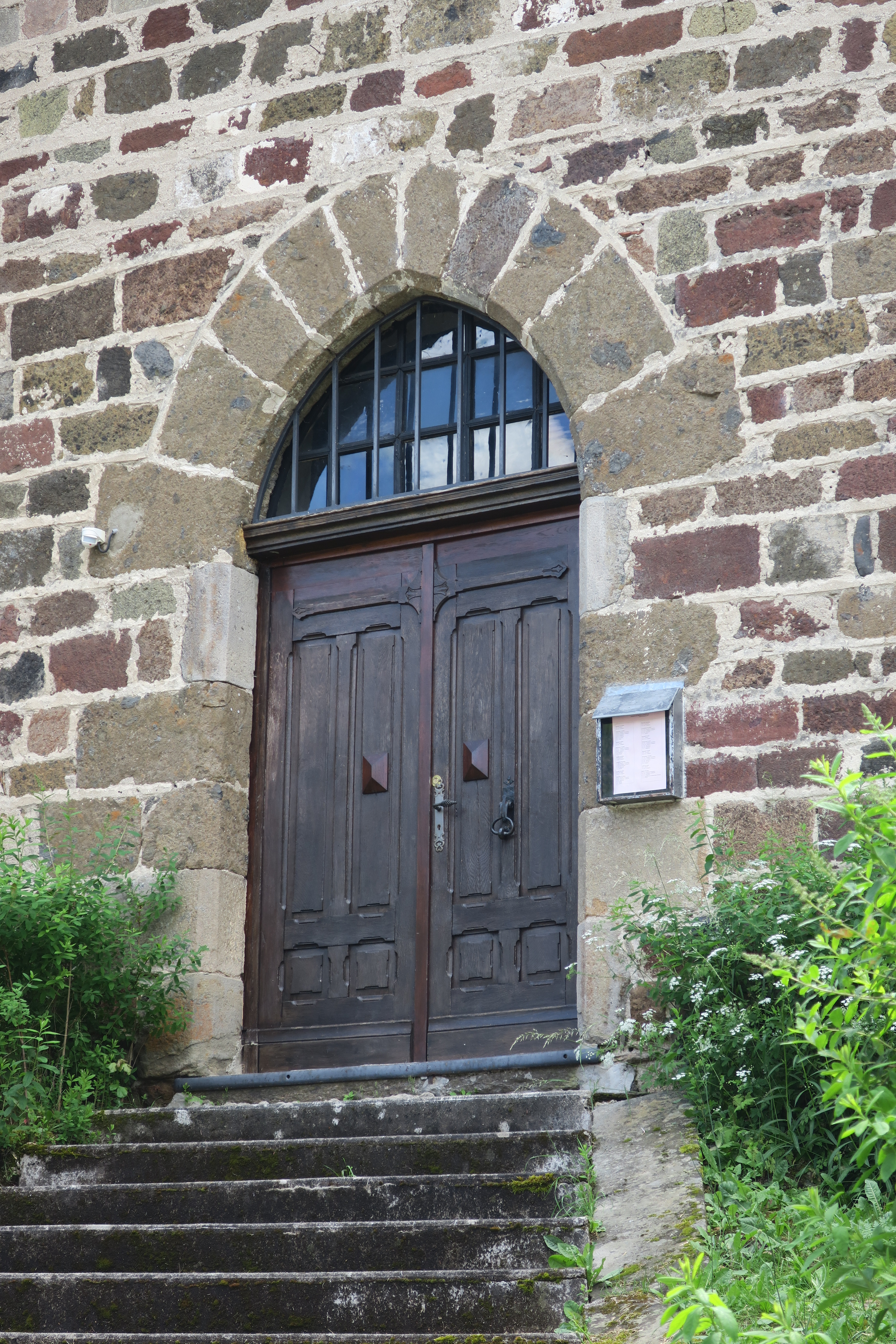
Portail ogival d'entrée, sur le mur nord.
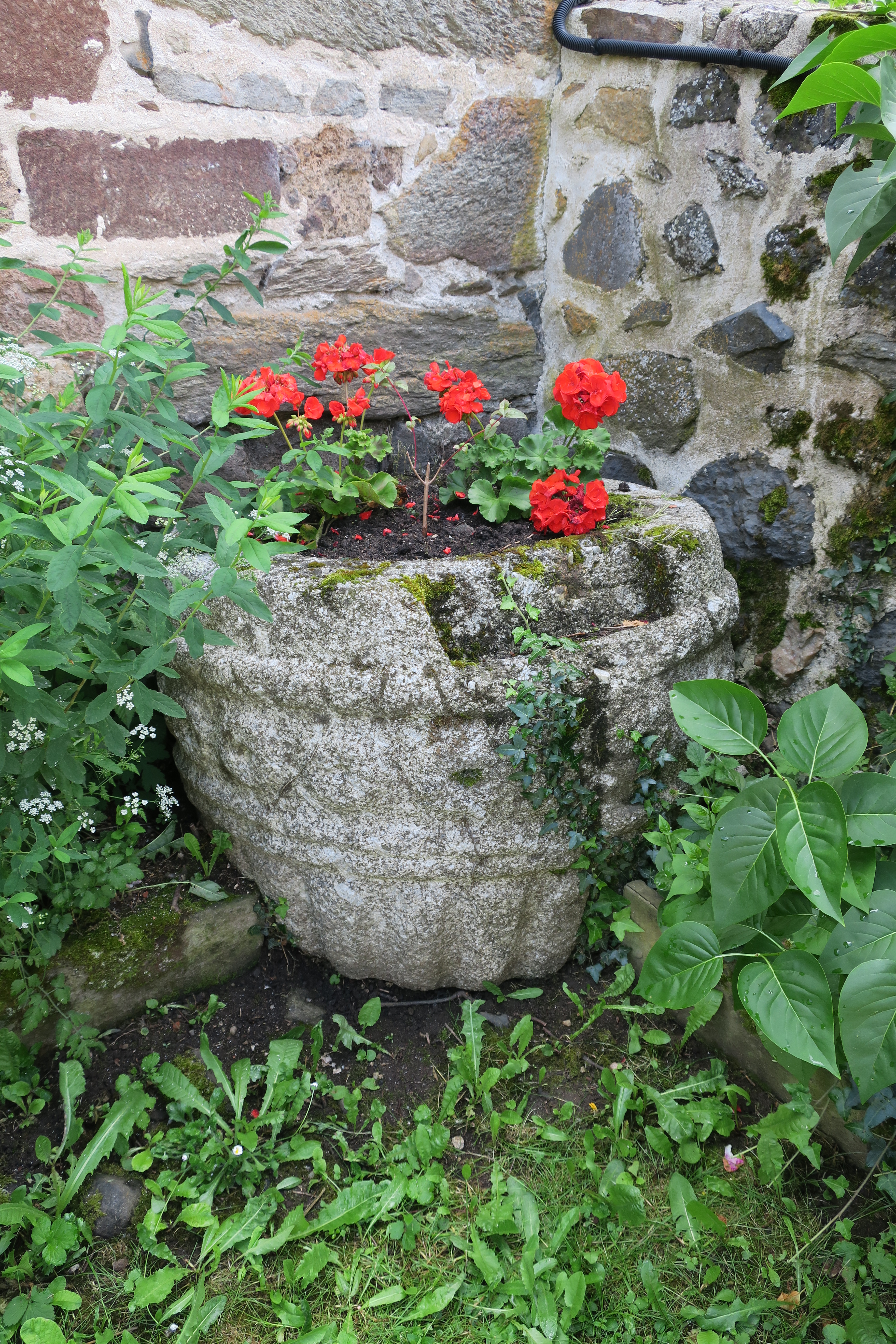
Baptistère roman, servant de jardinière, accolé au mur nord à droite du portail.
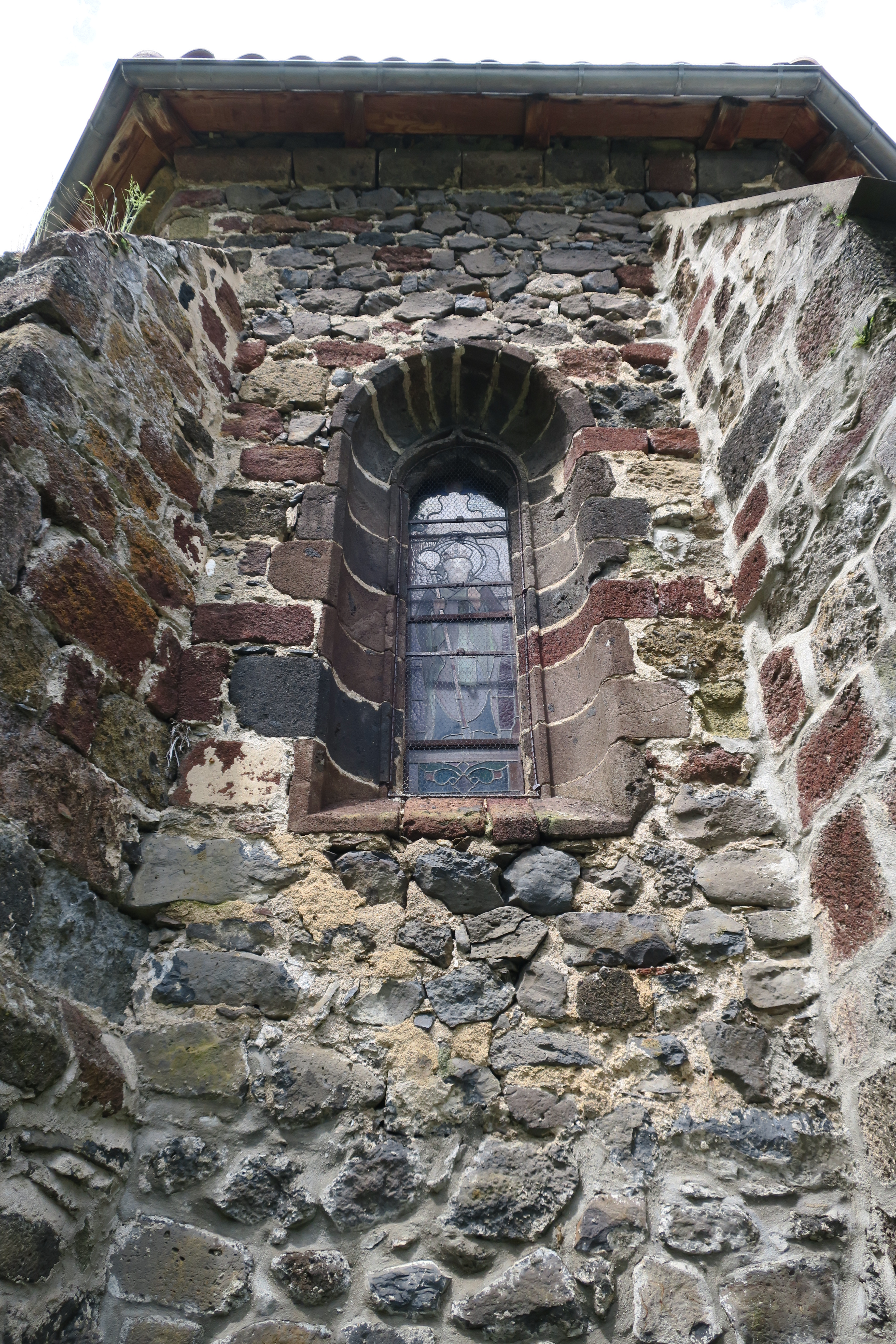
Fenêtre d'axe de l'abside.

### Intérieur

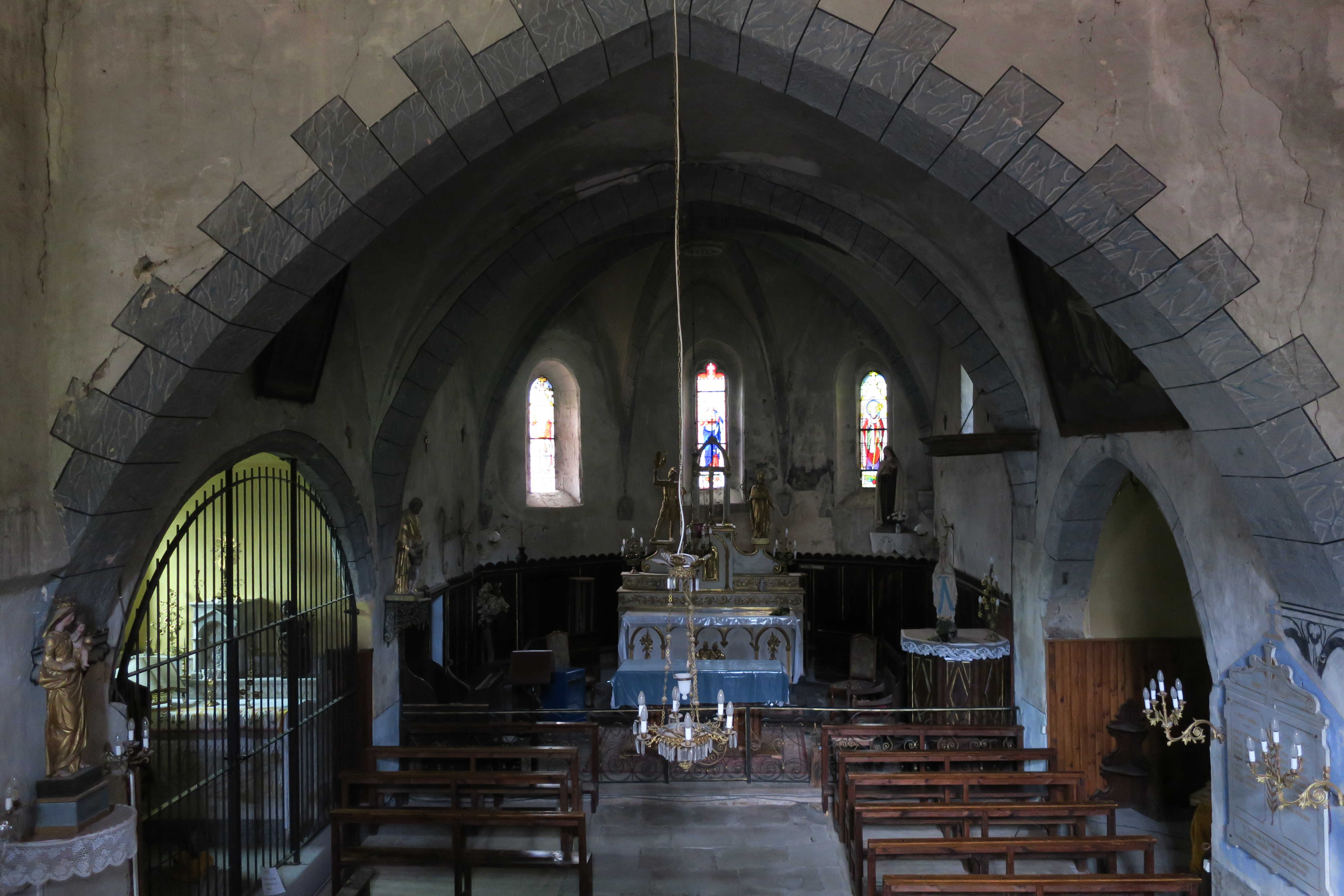
Nef et chœur vus depuis la tribune occidentale.

#### Chœur

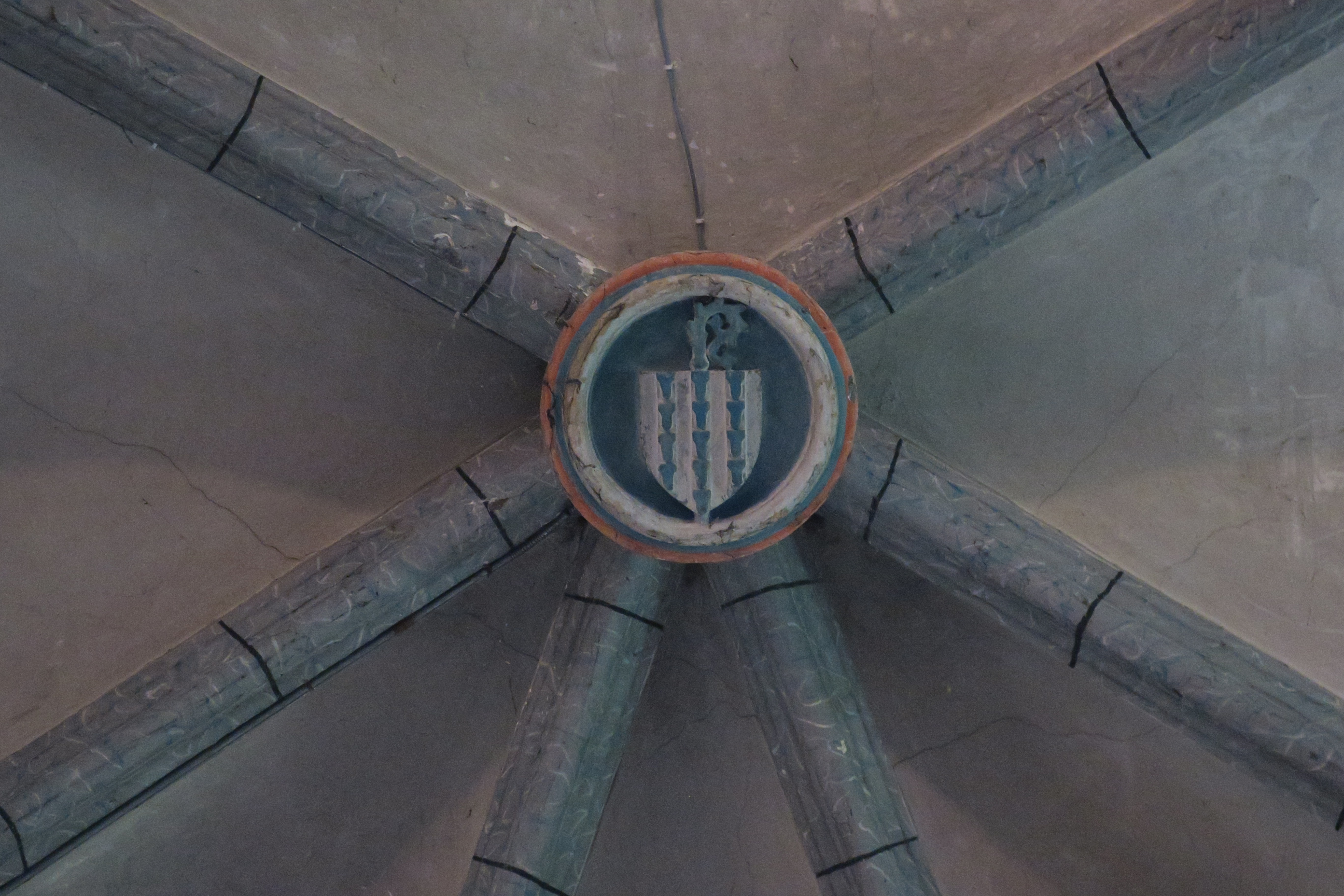
Clef-de-voûte armoriée du chœur.
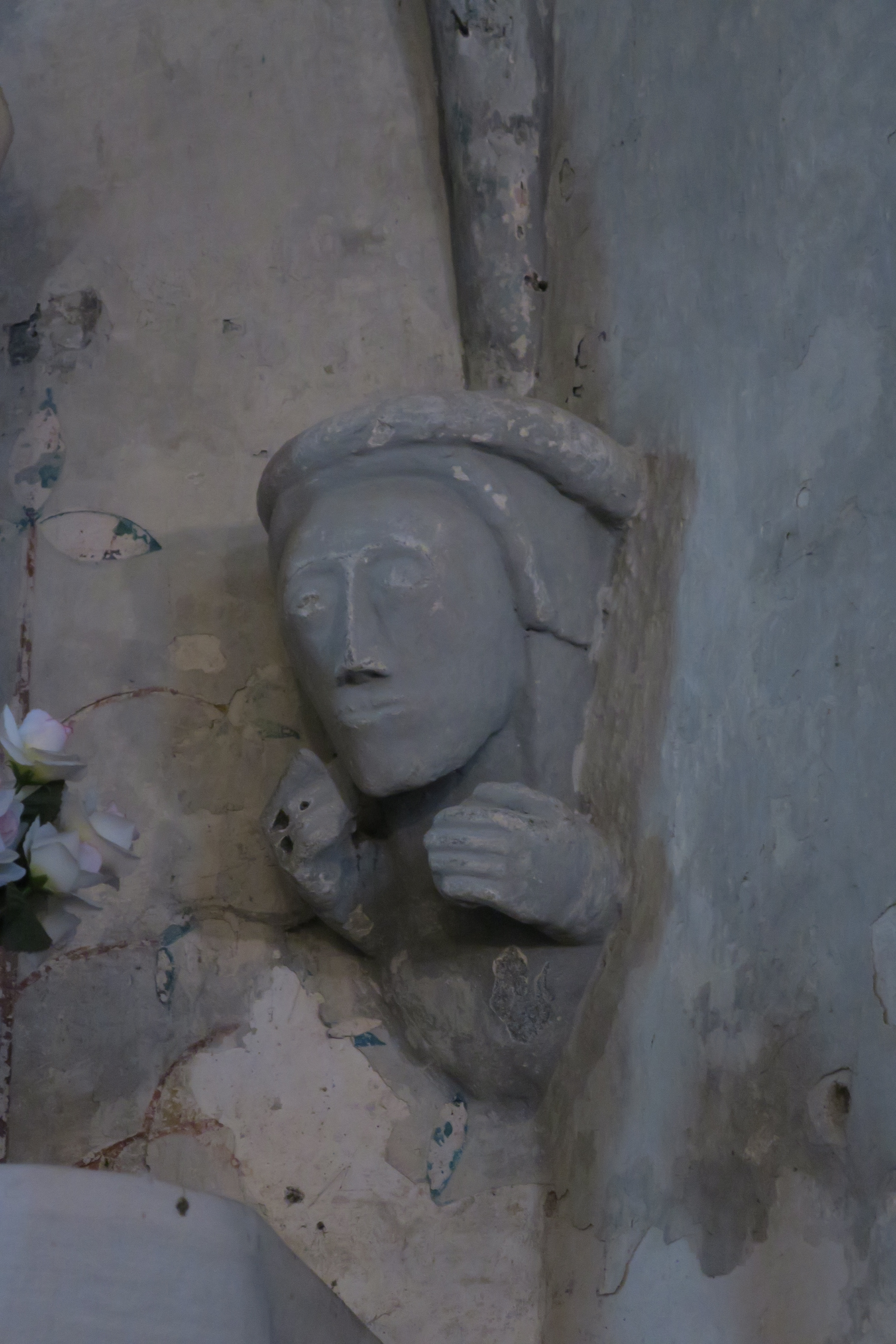
Cul-de-lampe sculpté recevant une des nervures.
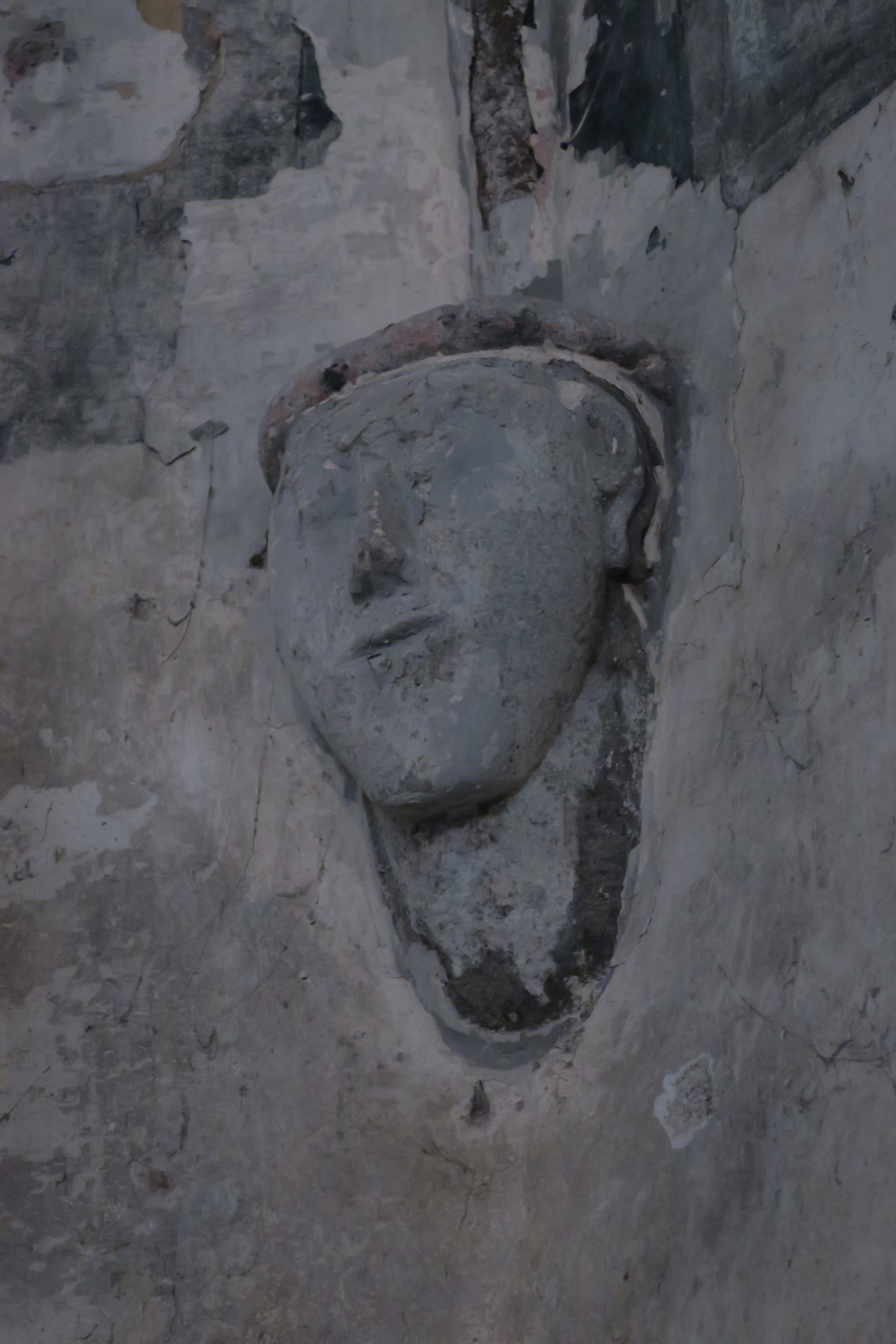
Cul-de-lampe sculpté recevant une des nervures.
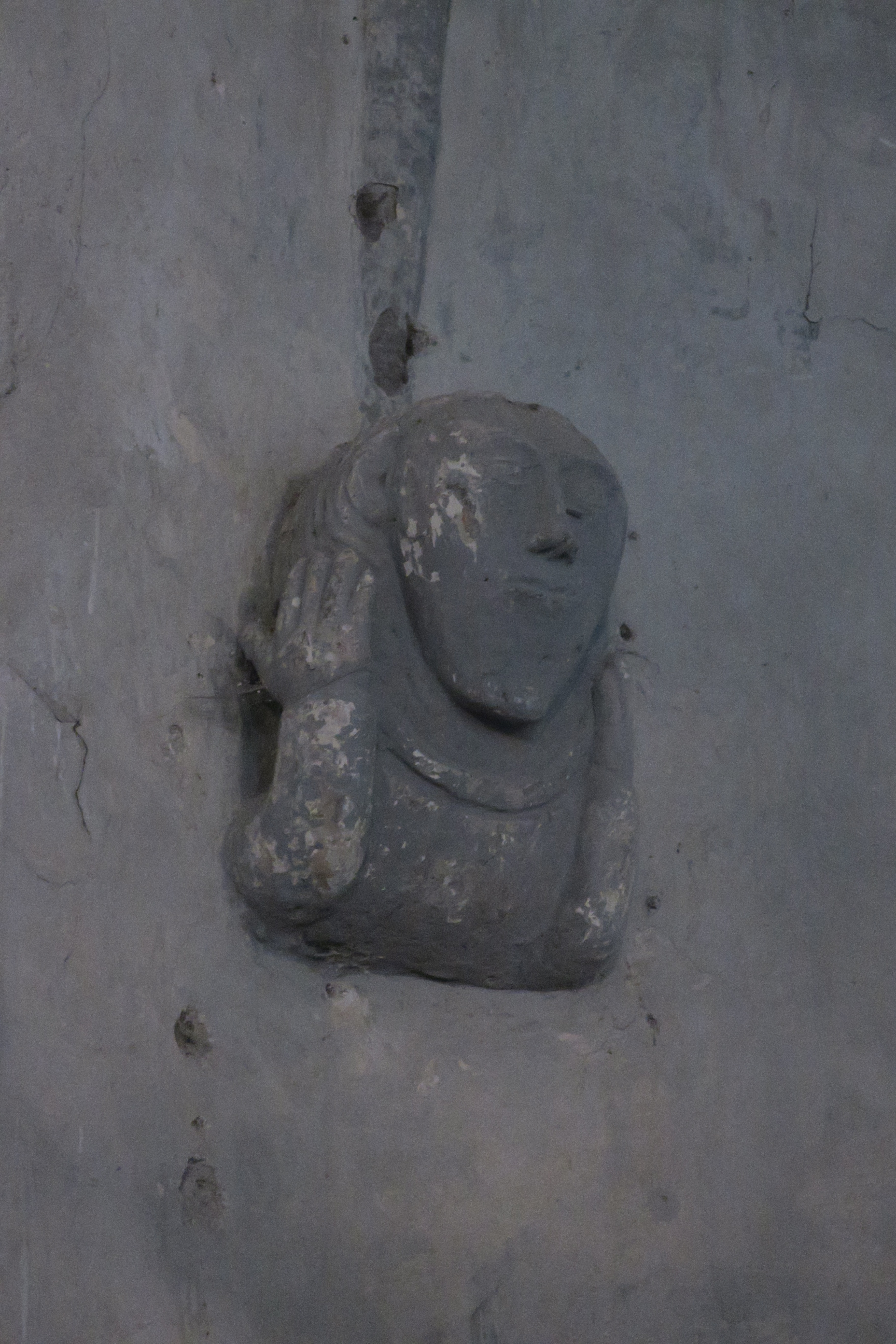
Cul-de-lampe sculpté recevant une des nervures.
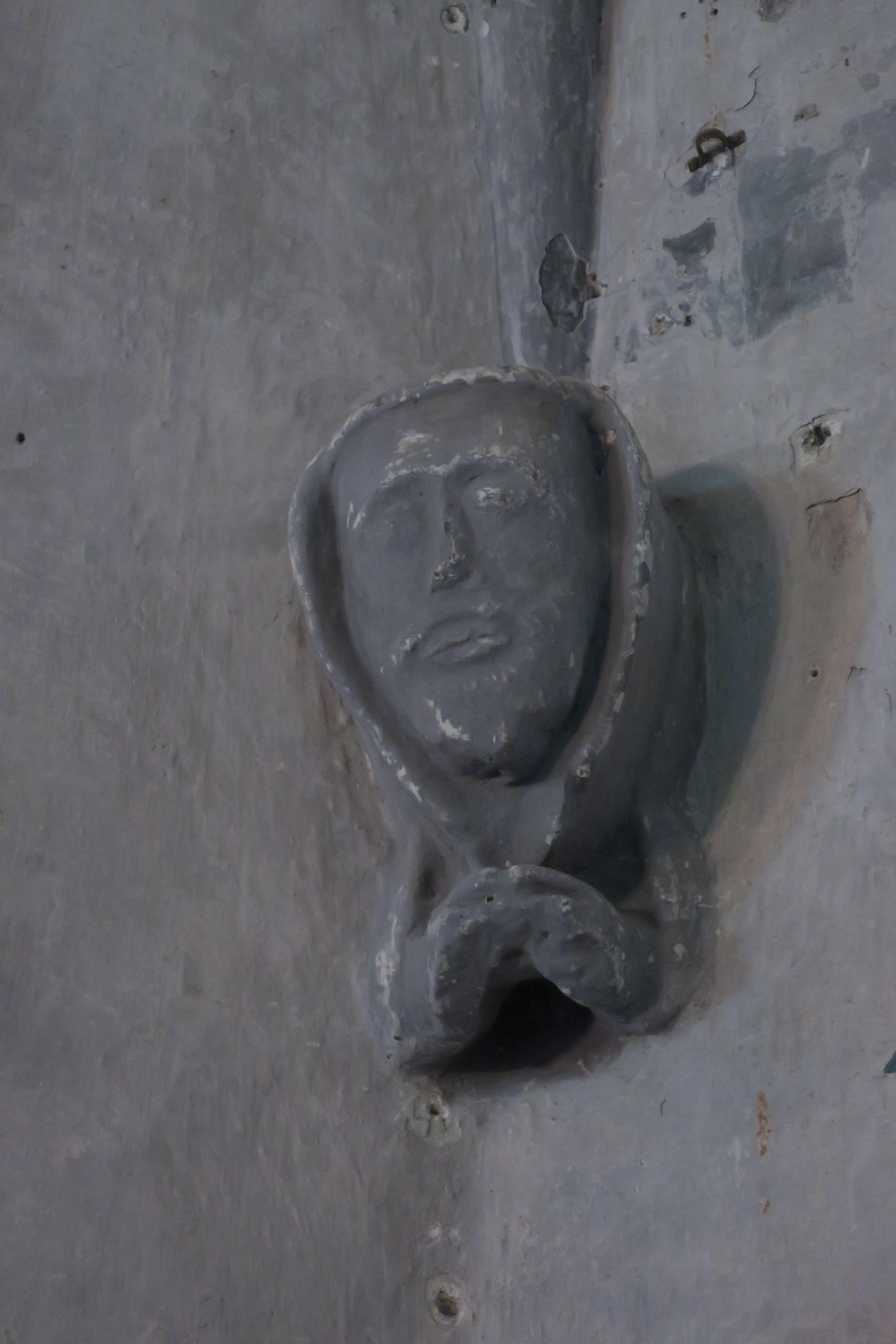
Cul-de-lampe sculpté recevant une des nervures.

#### Statue de Notre-Dame-des-Chazes

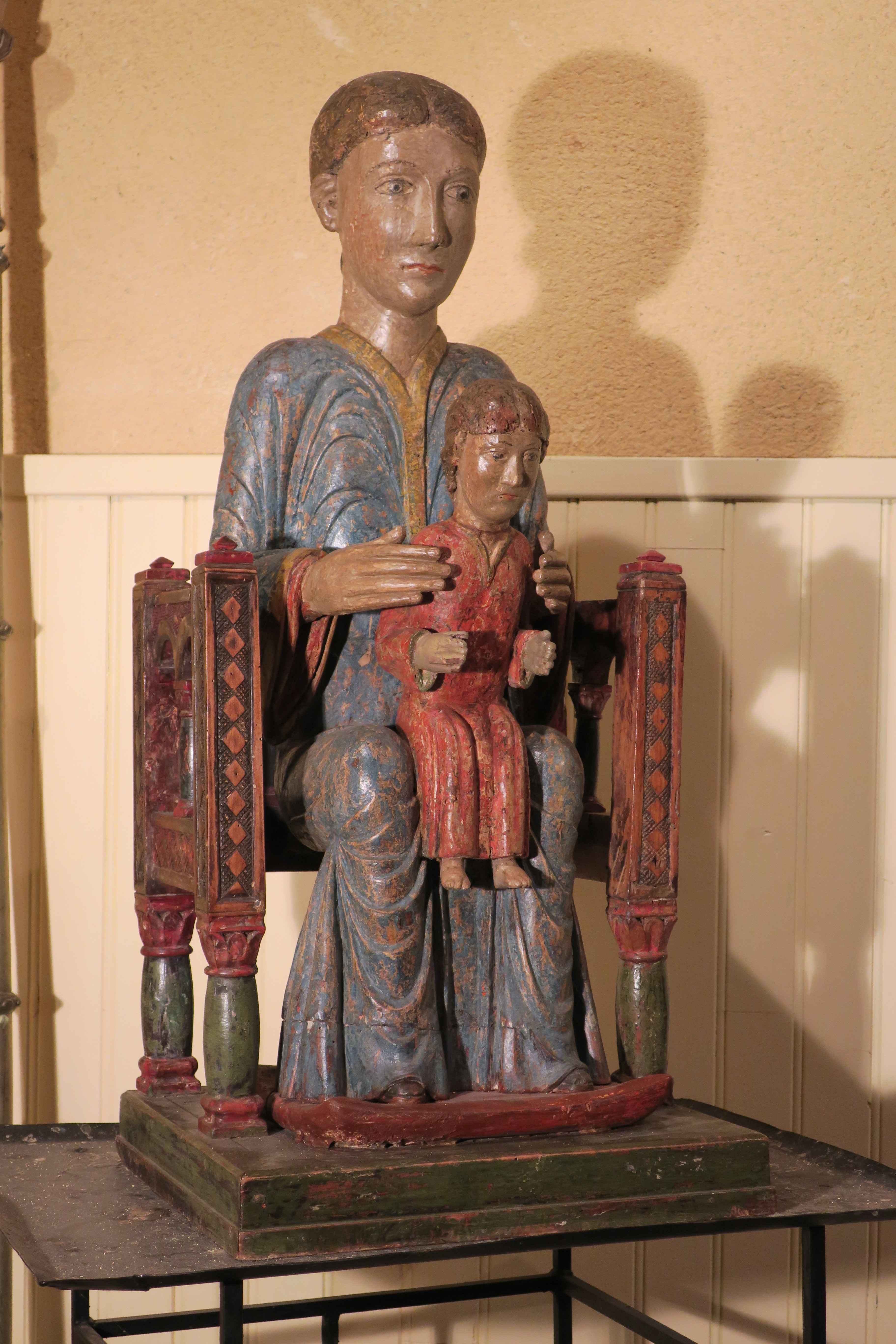
Statue de Notre-Dame-des-Chazes.
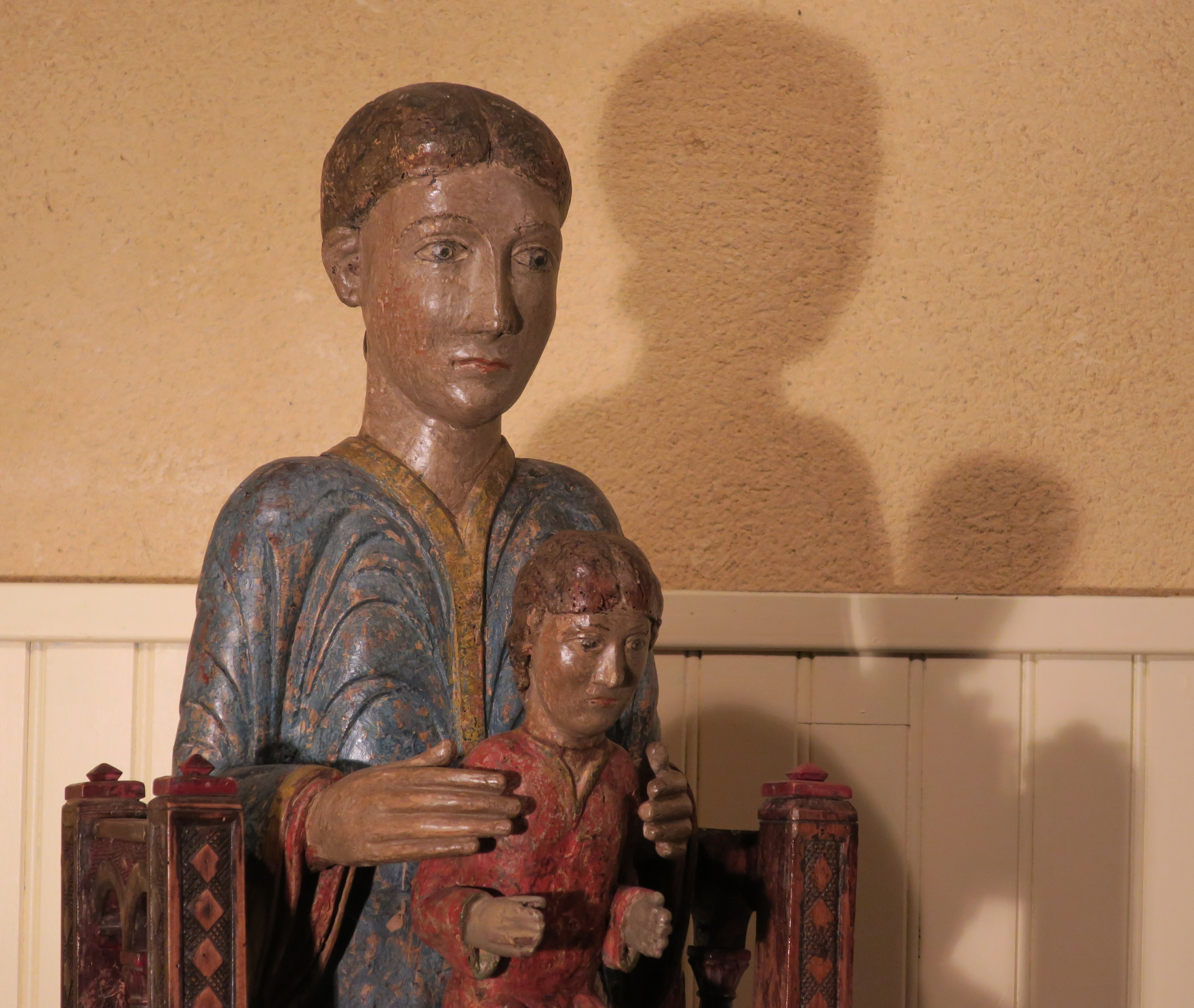
Partie supérieure de la statue.
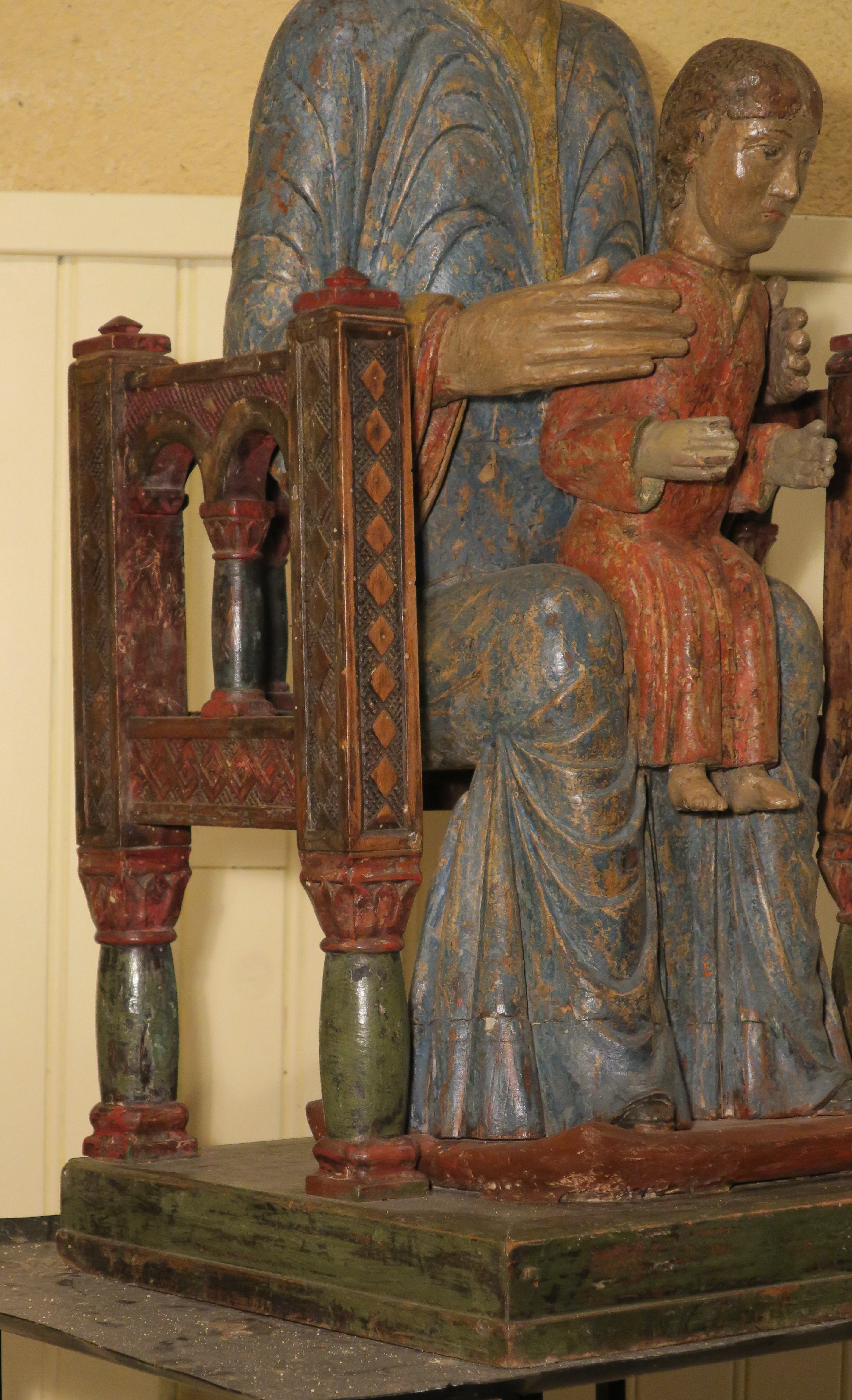
Côté de la statue.